# BVA Cup 2013 (femminile)
La BVA Cup 2013, 6ª edizione della omonima competizione di pallavolo femminile, si è svolta dal 20 al 22 settembre 2013: al torneo hanno partecipato tre squadre di club afferenti alla BVA e la vittoria finale è andata per la terza volta al Beşiktaş.

## Regolamento

### Formula
La formula ha previsto un girone all'italiana.

### Criteri di classifica
Sono stati assegnati 2 punti alla squadra vincente e 1 a quella sconfitta.
L'ordine del posizionamento in classifica è stato definito in base a:
- Punti;
- Ratio dei set vinti/persi;
- Ratio dei punti realizzati/subiti;
- Risultati degli scontri diretti.

## Squadre partecipanti
- Lugoj
- Železničar Lajkovac
- Beşiktaş

## Torneo

### Risultati
| 20 settembre 2013 ?, Lugoj Durata: ? - Spettatori: ? | Beşiktaş | 3 - 0 | Železničar Lajkovac | 25-16, 25-17, 25-18 |
| 21 settembre 2013 ?, Lugoj Durata: ? - Spettatori: ? | Lugoj    | 3 - 0 | Železničar Lajkovac | 25-23, 25-17, 25-16 |
| 22 settembre 2013 ?, Lugoj Durata: ? - Spettatori: ? | Lugoj    | 0 - 3 | Beşiktaş            | 11-25, 22-25, 14-25 |

### Classifica
| Pos. | Squadra             | Pt | G | V | P | SV | SP | Ratio | PF  | PS  | Ratio |
| ---- | ------------------- | -- | - | - | - | -- | -- | ----- | --- | --- | ----- |
| 1.   | Beşiktaş            | 6  | 2 | 2 | 0 | 6  | 0  | MAX   | 150 | 98  | 1,530 |
| 2.   | Lugoj               | 3  | 2 | 1 | 1 | 3  | 3  | 1,000 | 122 | 131 | 0,931 |
| 3.   | Železničar Lajkovac | 0  | 2 | 0 | 2 | 0  | 6  | 0,000 | 107 | 150 | 0,713 |

## Classifica finale
| Pos | Squadra             | Qualificazione        |
| --- | ------------------- | --------------------- |
|     | Beşiktaş            | Challenge Cup 2013-14 |
| 2   | Lugoj               |                       |
| 3   | Železničar Lajkovac |                       |